# Ravenna (Kentucky)
Ravenna – miasto w Stanach Zjednoczonych, w stanie Kentucky, w hrabstwie Ballard.